# Mamadou Ndioko Niass
Mamadou Ndioko Niass (ur. 4 czerwca 1994 w Nawakszucie) – mauretański piłkarz grający na pozycji prawoskrzydłowego. Od 2021 jest zawodnikiem klubu El Mokawloon SC.

## Kariera klubowa
Swoją karierę piłkarską Niass rozpoczął w klubie ASAC Concorde. W sezonie 2012/2013 zadebiutował w jego barwach w pierwszej lidze mauretańskiej. W sezonie 2013/2014 wywalczył z nim wicemistrzostwo Mauretanii. W sezonie 2015/2016 grał w FC Nouadhibou, z którym został wicemistrzem kraju. 
W 2015 roku Niass został zawodnikiem libańskiego Salam Zgharta FC. Zadebiutował w nim 10 września 2016 w wygranym 5:2 domowym meczu z Al-Ansar Bejrut. W debiucie strzelił gola W sezonie 2016/2017 wywalczył z nim wicemistrzostwo Libanu. W Salam Zgharta grał do końca sezonu 2018/2019.
Latem 2019 Niass przeszedł do egipskiego El-Entag El-Harby SC. Swój debiut w nim zaliczył 22 września 2019 w zwycięskim 3:0 domowym meczu z ZED FC, w którym strzelił gola. W El-Entag występował przez dwa sezony.
Latem 2021 Niass został piłkarzem El Mokawloon SC. Swój debiut w nim zanotował 23 listopada 2011 w zremisowanym 1:1 domowym spotkaniu z Ismaily SC.

## Kariera reprezentacyjna
W reprezentacji Mauretanii Niass zadebiutował 27 lutego 2013 w wygranym 2:0 towarzyskim meczu z Gambią, rozegranym w Bakau.